# Сильян (Норвегия)
Сильян (норв. Siljan) — коммуна в губернии Телемарк в Норвегии. Административный центр коммуны — город Сильян. Официальный язык коммуны — нейтральный. Население коммуны на 2007 год составляло 2380 чел. Площадь коммуны Сильян — 213,81 км², код-идентификатор — 0811.

## История населения коммуны
Население коммуны за последние 60 лет.

Статистика коммуны Сильян